# India Eisley

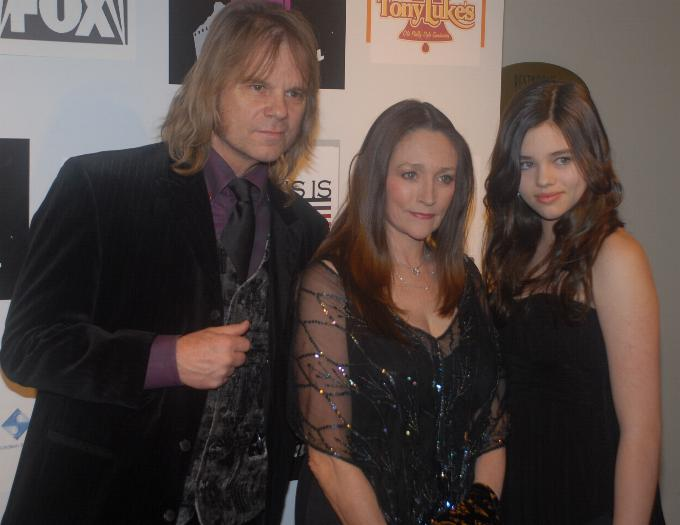
India Eisley z rodzicami (2008)

India Eisley (ur. 29 października 1993 w Los Angeles) – amerykańska aktorka, która wystąpiła m.in. w filmie Underworld: Przebudzenie i serialu Tajemnica Amy.
India pochodzi z aktorskiej rodziny – jej matką jest Olivia Hussey, a ojcem David Glen Eisley.

## Filmografia

### Filmy
| Rok  | Tytuł                        | Rola                | Uwagi |
| ---- | ---------------------------- | ------------------- | ----- |
| 2003 | Matka Teresa                 |                     |       |
| 2005 | Headspace                    | Martha              |       |
| 2012 | Underworld: Przebudzenie     | Eve                 |       |
| 2014 | Na uwięzi                    | Sawa                |       |
| 2015 | Social Suicide               | Julia               |       |
| 2016 | The Curse of Sleeping Beauty | Śpiąca królewna     |       |
| 2016 | Amerigeddon                  | Penny               |       |
| 2017 | Clinical                     | Nora Green          |       |
| 2018 | Dorastając                   | Alice               |       |
| 2018 | Oblicze mroku                | Maria/Airam         |       |
| 2020 | Zabójcze lato                | Tillie              |       |
| 2021 | Każdy twój oddech            | Lucy                |       |
| 2023 | American Outlaws             | Lee-Grace Dougherty |       |

### Telewizja
| Rok       | Tytuł               | Rola            | Uwagi      |
| --------- | ------------------- | --------------- | ---------- |
| 2008–2013 | Tajemnica Amy       | Ashley Juergens | gł. obsada |
| 2014      | Nanny Cam           | Heather Lambert | film TV    |
| 2016      | Moja słodka Audrino | Audrina Adare   | film TV    |
| 2019      | I Am the Night      | Fauna Hodel     | gł. rola   |